# Cacatoès aux yeux bleus
Cacatua ophthalmica
Espèce
Statut de conservation UICN

 VU A2cd : Vulnérable
Statut CITES
Le Cacatoès aux yeux bleus (Cacatua ophthalmica) est une espèce d'oiseau appartenant à la famille des Cacatuidae.

## Description
Cette espèce est un grand cacatoès blanc (50 cm de long) avec une huppe érectile blanche et jaune, un bec et des pattes grises et un anneau saillant bleu clair dans une zone déplumée entourant les yeux.
Les deux sexes sont très semblables. Les mâles ont souvent un iris brun foncé tandis que les femelles ont un iris brun rougeâtre mais la différence est minime et non fiable.

## Habitat et répartition
Il est endémique dans les forêts des plaines et des collines de la Nouvelle-Bretagne à l'est de la Nouvelle-Guinée et c'est le seul cacatoès de l'Archipel Bismarck.

## Population et conservation
C'est un oiseau commun qui n'est pas protégé.